# Сизифы
Сизифы (лат. Sisyphus) — род навозных жуков из семейства Пластинчатоусые.

## Описание
Жуки длиной 4—13 мм. Тело небольшое, яйцевидное, сжатое с боков и сильно суженное назад, с длинными ногами, чёрное или коричневое, иногда с бронзовым отливом, у некоторых, тропических видов окраска светлая, красновато-коричневая. Верх тела в редких коротких щетинках, иногда толстых и изогнутых. Голова с рудиментами лобного киля; наличник спереди с 2—4 зубцами, щеки слабо выступающие. Глаза не полностью разделены выступом. Переднеспинка сверху сильно выпуклая, едва короче надкрылий, её боковой кант иногда неполный. Переднегрудь спереди с маленьким вдавлением. Надкрылья с 7—8 дорсальными бороздками. Пигидий узкий, продольно удлиненный, отвесный. Заднегрудь большая, гораздо длиннее брюшка, в середине нередко вдавленная, средние тазики почти параллельны друг другу. Бёдра средних и задних ног более или менее булавовидные, голени сильно удлинены и искривлены, в поперечнике 5-7-гранные, с продольными килями или цепочками бугорков.

## Ареал
В большинстве виды известны из Афротропичсской области, несколько видов в Южной Азии, два вида в Мексике. В Палеарктической области — один вид, а два индо-малайских вида заходят в южный и центральный Китай.

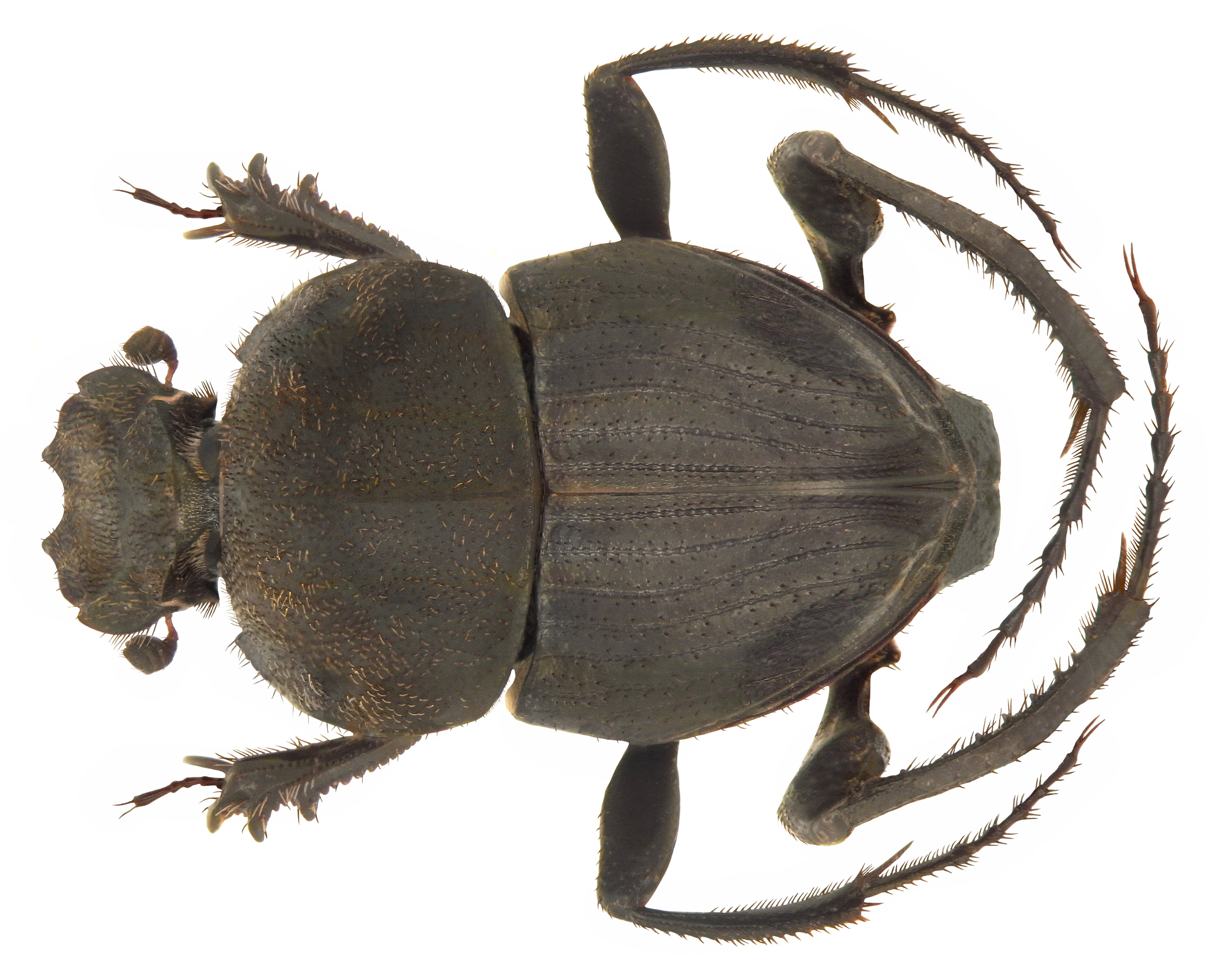
Sisyphus schaefferi

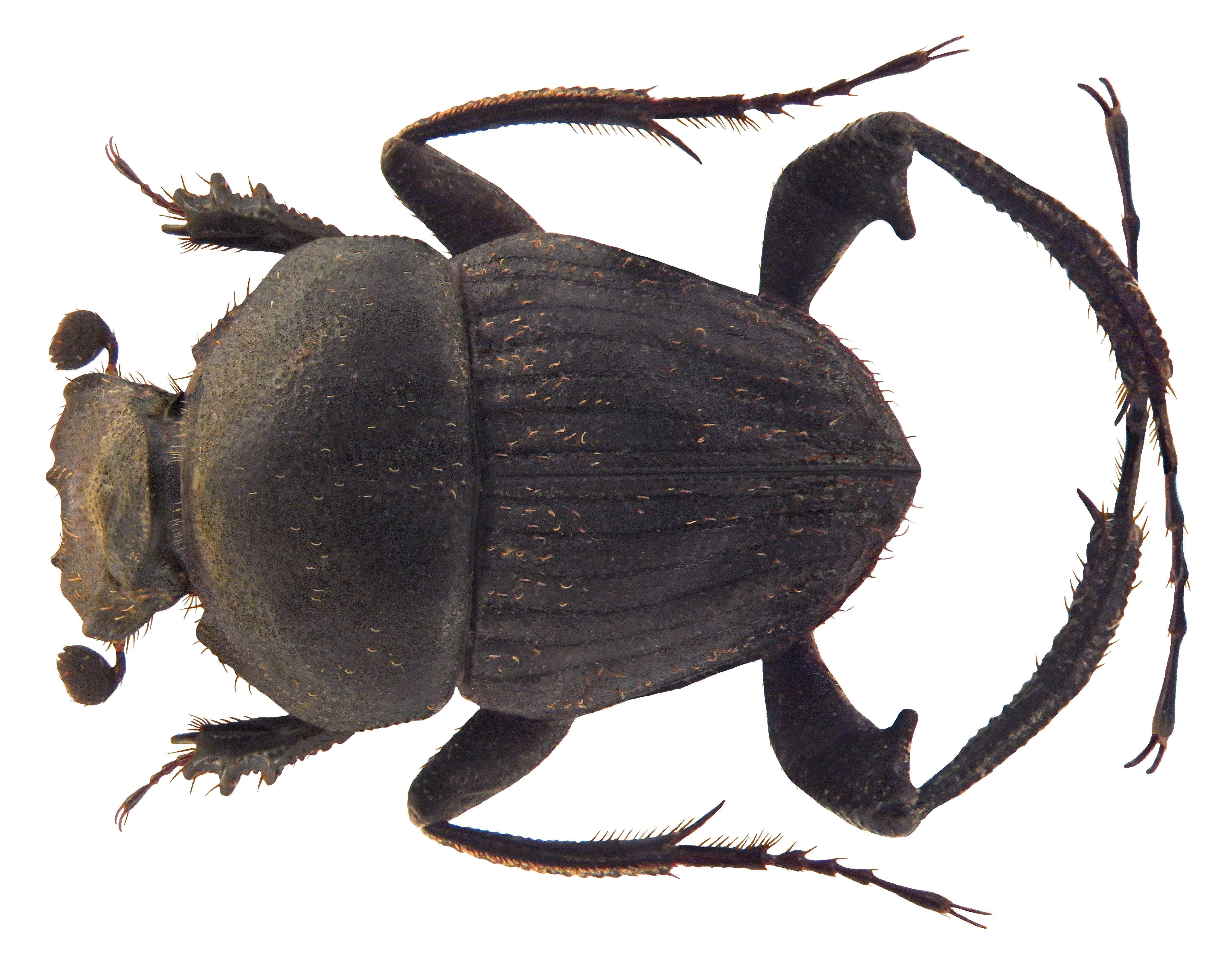
Sisyphus indicus

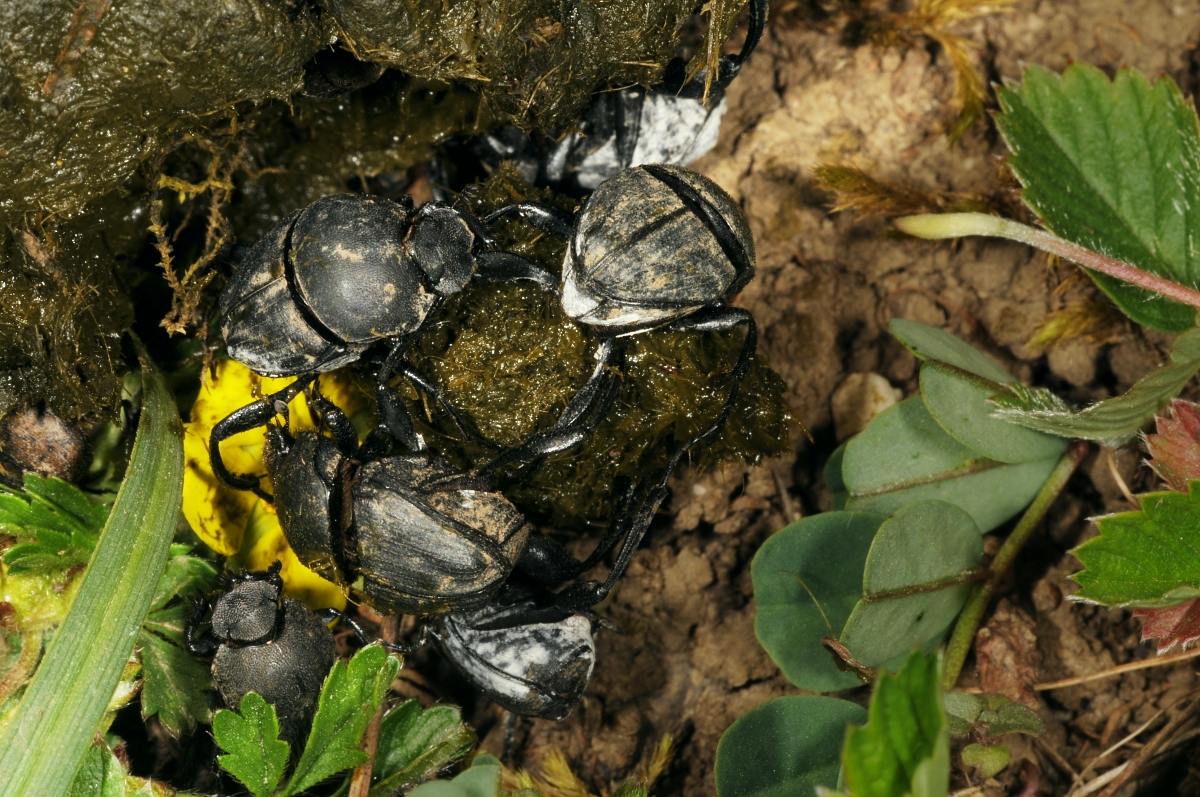
Sisyphus schaefferi с шариком навоза

## Биология
Жуки рода живут преимущественно в саванновых и степных ландшафтах, но встречаются и в лесных — на полянах и опушках. В зоне пустынь они выбирают более мезофитные участки — тугайные леса или оазисы. Питаются помётом различных животных — преимущественно копытных.
Для потомства самцы и самки совместно катают небольшие шарики из навоза и изготавливают из них овоиды грушевидной формы, в которые откладываются яйца. Каждый овоид закапывается в неглубокую норку.

## Время лёта
За лето обычно выводятся два поколения — весной и в августе — сентябре.

## Список видов
Некоторые виды рода:
- Sisyphus costatus Thunberg, 1818
- Sisyphus crispatus Gory, 1833
- Sisyphus infuscatus Klug, 1855
- Sisyphus ocellatus Reiche, 1847
- Sisyphus rubrus Paschalidis, 1974
- Sisyphus schaefferi (Linnaeus, 1758)
- Sisyphus spinipes Thunberg, 1818
- Sisyphus submonticolus Howden, 1965
- Sisyphus tibialis Raffray, 1877